# Корф, Павел Леопольдович
Барон Па́вел Леопо́льдович Корф (2 [14] февраля 1837, Санкт-Петербург — 16 [29] марта 1913, Санкт-Петербург) — российский чиновник и общественный деятель. Тайный советник.

## Биография
Родился в Санкт-Петербурге 2 (14) февраля 1837 года.
Получил образование в Пажеском корпусе; в 1854 году был выпущен прапорщиком в Семёновский лейб-гвардии полк; в 1860 году вышел в отставку штабс-капитаном. 
В 1861 году стал мировым посредником первого призыва. В 1866 году был избран шлиссельбургским уездным предводителем дворянства. Был крупным землевладельцем, ему принадлежало 8908,2 га земли в Санкт-Петербургской и Херсонской губерниях, а также дом в Санкт-Петербурге. 
Со времени открытия земских учреждений принимал в их работе самое деятельное участие; в 1868—1878 годах был председателем Петербургской губернской земской управы. В 1873 году был избран гласным Санкт-Петербургской городской думы. В 1878—1881 годах — Петербургский городской голова; с 30 августа 1880 года — действительный статский советник.
Был почётным членом благотворительного Общества дешёвых квартир.

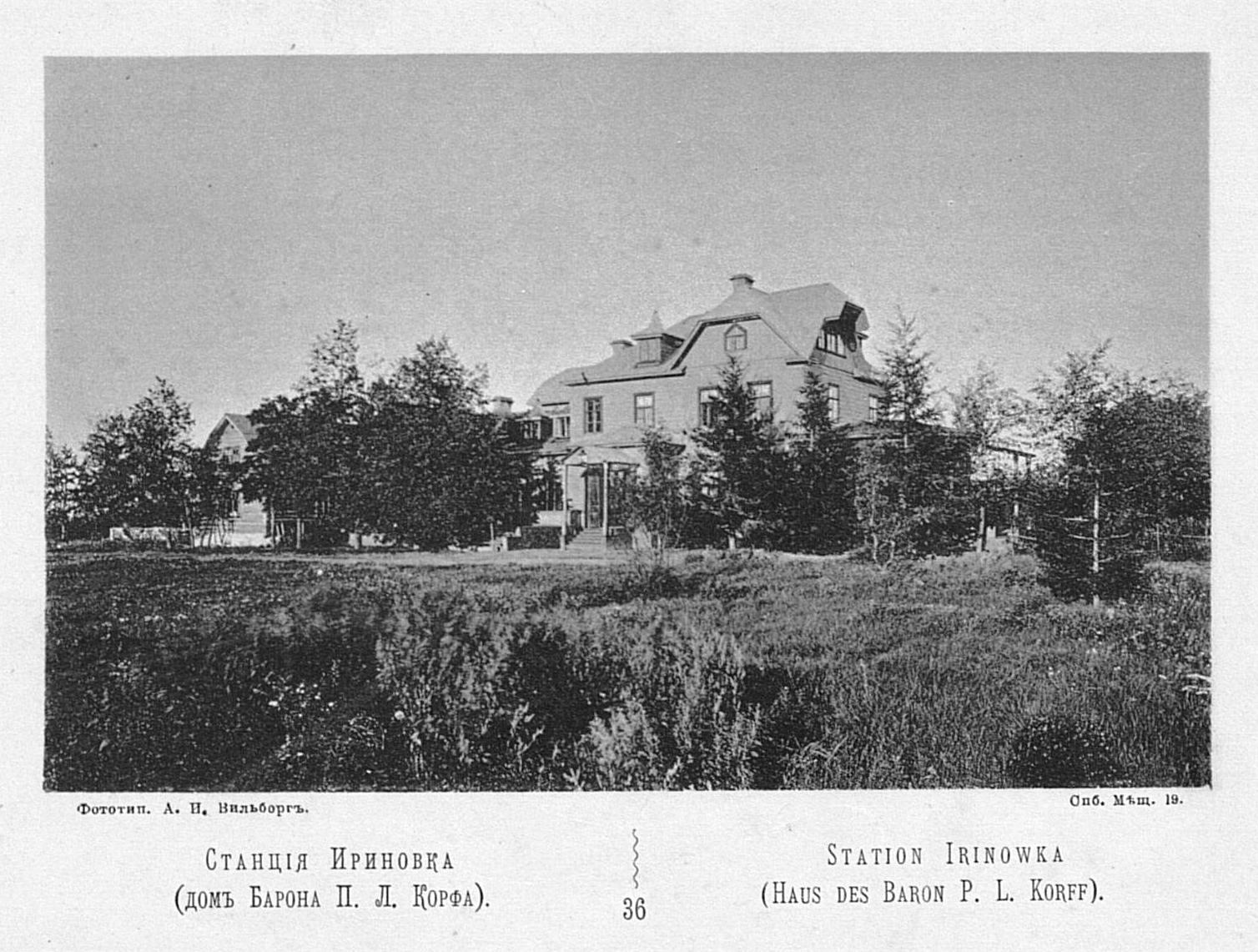
Дом барона Корфа в Ириновке

В 1885—1894 годах был президентом Императорского Вольного экономического общества (членом общества он состоял с 1869 года; после президентства был почётным членом). Входил в состав Совета торговли и мануфактур Министерства финансов. Был вице-председателем и почётным членом Санкт-Петербургского совета детских приютов.
Был одним из основателей партии «Союз 17 октября», председателем (1905—1907) и членом (с 1907) Санкт-Петербургского отдела её ЦК. 
Входил в состав депутации от земства и городов, представлявшейся Николаю II 6 июня 1905 года.
С 1906 по 1912 год состоял членом Государственного совета от петербургского земства. Примыкая в Государственном совете к партии центра, выступал в защиту прав Государственной Думы и по вопросу об амнистии. 
Автор работы «Ближайшие нужды местного населения» (Санкт-Петербург, 1888).
Инициатор строительства первой в России железной дороги с шириной колеи 750 мм, открытой 1 октября 1892 года; она была проложена от Невы в сторону имения Корфа в Ириновке, где тогда же он построил торфобрикетную фабрику, действовавшую до 1911 года. 
Умер 16 (29) марта 1913 года в Санкт-Петербурге. Похоронен в своём имении Ириновка.